# Oneirodes luetkeni
Oneirodes luetkeni es una especie de pez del género Oneirodes, familia Oneirodidae, orden Lophiiformes. Fue descrita científicamente por Regan en 1925.
Especie inofensiva para el ser humano. Puede alcanzar los 1750 metros de profundidad.

## Descripción
Su longitud total es de 16,0 centímetros.

## Distribución
Se distribuye por el golfo de Panamá.